# Маркакольський сільський округ
Маркако́льський сільський округ (каз. Марқакөл ауылдық округі, рос. Маркакольский сельский округ) — адміністративна одиниця у складі Маркакольського району Східноказахстанської області Казахстану. Адміністративний центр — село Маркаколь.
Населення — 3531 особа (2021; 5124 у 2009, 7407 у 1999, 8783 у 1989).
Станом на 1989 рік існували Алексієвська сільська рада (села Алексієвка, Ашали, Карашилік, Матабай, Ніколаєвка, Тентек, Успенка) та Караойська сільська рада (села Архиповка, Булгар-Табити, Караой). 1998 року до складу округу була включена територія ліквідованого Каройського сільського округу. До 2016 року округ називався Теректинським. Село Ашали було ліквідовано 2007 року, села Матабай та Мойилди — 2017 року. 2019 року було ліквідовано село Тентек.

## Склад
До складу округу входять такі населені пункти:
| Населений пункт    | Старі назви         | Населення, осіб (1989) | Населення, осіб (1999) | Населення, осіб (2009) | Населення, осіб (2021) |
| ------------------ | ------------------- | ---------------------- | ---------------------- | ---------------------- | ---------------------- |
| Акжайлау, село     | Успенка             | 591                    | 477                    | 363                    | 197                    |
| Ашали, село        | -                   | 73                     | 41                     | -                      | -                      |
| Булгартабити, село | Булгар-Табити       | 310                    | 249                    | 124                    | 58                     |
| Кайнарли, село     | Архиповка           | 456                    | 346                    | 240                    | 147                    |
| Караой, село       | Карой               | 914                    | 608                    | 341                    | 187                    |
| Карашилік, село    | -                   | 521                    | 403                    | 346                    | 185                    |
| Маркаколь, село    | Алексієвка, Теректи | 5629                   | 4979                   | 3489                   | 2757                   |
| Матабай, село      | -                   | 13                     | 21                     | 56                     | -                      |
| Мойилди, село      | Ніколаєвка          | 170                    | 177                    | 101                    | -                      |
| Тентек, село       | -                   | 106                    | 106                    | 64                     | -                      |